# 서귀포시장 선거
서귀포시장 선거는 과거 제주도 서귀포시의 시장을 선출했던 선거였다. 2006년 제주특별자치도가 출범하면서 서귀포시가 행정시로 변경되면서 폐지되었다.

## 역대 민선 서귀포시장
| 선거   | 정당 | 정당   | 시장   |
| ------ | ---- | ------ | ------ |
| 1995년 |      | 무소속 | 오광협 |
| 1998년 |      | 무소속 | 강상주 |
| 2002년 |      | 무소속 | 강상주 |

## 역대 선거 결과

### 제1회 전국동시지방선거
|  | 36.75% |

|  | 25.92% |

|  | 23.65% |

|  | 10.66% |

|  | 3.00% |

### 제2회 전국동시지방선거
|  | 35.78% |

|  | 34.53% |

|  | 29.67% |

### 제3회 전국동시지방선거
|  | 52.01% |

|  | 47.98% |

## 같이 보기
- 서귀포시장